# Усьман
Усьма́н — хутор в Багаевском районе Ростовской области.
Входит в состав Красненского сельского поселения.

## География
Расположен в 25 км (по дорогам) юго-восточнее районного центра — станицы Багаевской.
Рядом с хутором проходит граница с Зерноградским районом области.

## История
Хутор ранее носил название Усманов. По статистическим данным 1915 года на хуторе насчитывался 21 двор. Население хутора составляло 49 лиц мужского пола и 52 женского.

## Население
| 1989 | 2002 | 2010 |
| ---- | ---- | ---- |
| 522  | ↗657 | ↘645 |

## Улицы
| - ул. Братская, - ул. Вольная, - ул. Гагарина, - пер. Донской, | - пер. Казачий, - ул. Луговая, - ул. Молодёжная, - пер. Солнечный. |

## Археология
Территория Ростовской области была заселена еще в эпоху неолита. Люди, живущие на древних стоянках и поселениях у рек, занимались в основном собирательством и рыболовством. Степь для скотоводов всех времён была бескрайним пастбищем для домашнего рогатого скота. От тех времен осталось множество курганов с захоронениями  жителей этих мест. Курганы и курганные группы находятся на государственной охране.
Поблизости от территории хутора Усьман Багаевского района расположено несколько достопримечательностей – памятников археологии. Они охраняются в соответствии с Федеральным законом от 25.06.2002 N 73-ФЗ "Об объектах культурного наследия (памятниках истории и культуры) народов Российской Федерации", Областным законом от 22.10.2004 N 178-ЗС "Об объектах культурного наследия (памятниках истории и культуры) в Ростовской области", Постановлением Главы администрации РО от 21.02.97 N 51 о принятии на государственную охрану памятников истории и культуры Ростовской области и мерах по их охране и др. 
- Группа из 6 курганов «Усьман-I », находится на расстоянии около 800 метрах юго-западнее хутора Усьман.
- Группа из 8 курганов «Усьман-II», находится на расстоянии около 500 метрах юго-западнее хутора Усьман
- Группа из 11 курганов «Усьман-III », находится на расстоянии около одного километра юго-западнее хутора Усьман.
- Группа из четырёх курганов «Усьман-IV», находится на расстоянии около 600 метров юго-восточнее хутора Усьман.
- Группа из четырёх курганов «Усьман-V»  находится на расстоянии около 900 метров юго-восточнее хутора Усьман.[4].

## В культуре
Хутор Усьман является основным местом действий в произведении Александра Слепакова «Повесть о советском вампире» 2014 года.